# دولار سوزان ب. أنتوني
دولار سوزان ب. أنتوني هو عملة نقدية من فئة الدولار الأمريكي سكّت منذ عام 1979 حتى عام 1981، عندما توقف الإنتاج بسبب ضعف القبول العام، ثم سكّت مجددًا في عام 1999. قصد منه استبدال دولار أيزنهاور الكبير، وخضع الدولار الصغير الجديد لاختبارات العديد من الأشكال والتركيبات، لكن عارضتها صناعة ماكينات البيع، وهي جماعة ضغط قوية تؤثر على تشريعات العملات. اختير أخيرًا قرص سك مستدير ذو أحد عشر حد داخلي للدولار الصغير.
صور التصميم الأصلي للدولار المعدني الصغير تمثيلًا استعاريًا للحرية على الوجه، لكن طالبت المنظمات وأفراد في الكونغرس بعملة معدنية تصور امرأة حقيقية. قدمت العديد من المقترحات، واختيرت المصلحة الاجتماعية سوزان ب. أنتوني لتكن موضوع التصميم. احتفظ بالتصميم الخلفي لدولار أيزنهاور، وهو نقش لشارة مهمة أبولو 11 تظهر نسرًا يهبط على القمر. أنشأ فرانك غاسبارو، رئيس النقاشين في دار السك الأمريكية، وجهي العملة، بالإضافة إلى تصميم الحرية المرفوض.
سك مليار ونصف دولار معدني استعدادًا للطلب العام الكبير، ولكن استقبل دولار أنتوني بشكل سيئ، ويرجع ذلك جزئيًا إلى الارتباك الناجم عن تشابهه في الحجم والتركيبة المعدنية مع ربع الدولار. رغم سوء الاستقبال، بدأت العملات المعدنية في النهاية تستخدم في ماكينات البيع وأنظمة النقل الجماعي، ما أدى إلى استنفاد الفائض في أواخر التسعينيات. في عام 1997، أصدر الكونغرس قانونًا يجيزعملة دولار معدنية جديدة ذات لون ذهبي تصور ساكاجاويا، لكن لم يبدأ الإنتاج  بالسرعة الكافية لتلبية الطلب. سك دولار أنتوني مرة أخرى في عام 1999 بعد توقف دام ثمانية عشر عامًا؛ كإجراء مؤقت حتى إصدار دولار ساكاجاويا الجديد، ثم أوقفت السلسة في العام التالي.
سكت عملات معدنية خاصة مصقولة كعملات إثبات لبيعها لهواة الجمع في أثناء فترة تشغيل دولار سوزان ب. أنتوني، وكان لبعض الاختلافات في التعدين قيمة بالنسبة للجامعين. ولكن، ظلت معظم سكوك التداول في مخزونات الحكومة لعدة سنوات بعد سكها، لذا تتوفر العديد من العملات المعدنية في درجات غير متداولة، وكانت العلاوة على القيمة الاسمية ضئيلة.

## خلفية
في أوائل الستينيات، ومع ارتفاع سعر الفضة، استنفد الجمهور خزائن وزارة الخزانة من الدولارات الفضية. إذ لم تسك أي دولارات فضية في الولايات المتحدة منذ عام 1935، وحدث نقص في غرب الولايات المتحدة، وخاصةً في المناطق التي كان القمار فيها شائعًا. ونتيجةً لذلك، صوت الكونغرس على السماح بإنتاج 45 مليون من دولار السلام الفضي في 3 أغسطس 1964. ولكن، قوبلت هذه الخطوة بإدانة شديدة من النقاد والجمهور الذين اعتقدوا أن إصدار العملات المعدنية كان مضيعة للموارد ومتأثرًا بالمصالح الخاصة، وأنها ستسحب بسرعة من التداول. سك ما مجموعه 316,076 من دولارات السلام D-1964 قبل طلب وقف الإنتاج. وذوبت العملات المعدنية بعد ذلك بوقت قصير. حظر قانون سك العملات لعام 1965، الصادر في 23 يوليو 1965 جميع عمليات إنتاج عملات الدولار المعدنية لمدة خمس سنوات.
أوصت اللجنة المشتركة المعنية بسك العملات، وهي لجنة من 24 فردًا نظمها قانون سك العملات لعام 1965، في 12 مايو 1969 باستئناف إنتاج عملات الدولار بعد دراسة أجرتها فرقة عمل تابعة للكونغرس. ناقشت جلسة استماع أمام مجلس النواب الأمريكي في 1 و3 أكتوبر 1969 التشريع المقترح للسماح بعملة معدنية، مؤلفة من تركيبة تغليف من النحاس والنيكل، بقطر 1.5 بوصة (38 ملم) مثل الدولار الفضي السابق. أضيف بند يطلب أن تصور العملة الرئيس السابق دوايت د. أيزنهاور، الذي توفي في وقت سابق من ذلك العام، على الوجه وتصميم «يرمز إلى النسر الرمزي لأبولو 11 وهو يهبط على سطح القمر» على العكس. وقع الرئيس ريتشارد نيكسون على مشروع القانون ليصبح قانونًا في 31 ديسمبر 1970. أنشأ فرانك غاسبارو، رئيس النقّاش في دار سك الولايات المتحدة الأمريكية، التصميمان الأمامي والخلفي.

ولكن، كما هو الحال مع عملات الدولار السابقة، لم يحظى دولار أيزنهاور الجديد بشعبية لدى الجمهور، ولم يجر تداول سوى عدد قليل جدًا من هذه العملات المعدنية. أجرى معهد البحث المثلث في عام 1976 استبيانًا لعملات الولايات المتحدة. أوصوا، من بين أمور عديدة، بإلغاء نصف الدولار تمامًا من الإنتاج، وتقليل حجم الدولار، الذي شهد أيضًا استخدامًا ضئيلًا. وجاء في تقريرهم:
يمكن أن تساعد عملة دولار معدنية بحجم مناسب على توسيع قدرات المستهلكين في المعاملات النقدية بشكل كبير، خاصةً مع ماكينات البيع. أعرب أعضاء صناعة ماكينات البيع عن اهتمامهم الشديد بإنتاج دولار أصغر، مشيرين إلى استعدادهم لتكييف ماكيناتهم مع استخدامه.

## تاريخ التصميم

### اختيار سوزان ب. أنتوني
أوصى مسؤولو الخزانة رسميًا بتصميم غاسبارو، الذي أعتبروه «نسخة حديثة من تصميم الحرية الكلاسيكي». في 3 مايو 1978، قدم ويليام بروكسمير من ولاية ويسكونسن تشريعًا في مجلس الشيوخ مطابقًا لاقتراح الخزانة، باستثناء التكليف بتصميم معدل لتمثيل المصلحة الاجتماعية سوزان ب. أنتوني بدلًا من تمثيل استعاري للحرية. وفي 15 مايو، قدمت النائبتان ماري روز أوكار وباتريشيا شرودر تشريعات مماثلة إلى مجلس النواب. ورشحت أعضاء المنظمة الوطنية للمرأة، والتجمع النسائي في الكونغرس، والتجمع السياسي النسائي الوطني ورابطة الناخبات أنتوني أيضًا. وجهت الرابطة رسالة إلى والتر إي. فونتروي، رئيس اللجنة الفرعية المعنية بالحفاظ على التاريخ والعملات، دعمًا للتشريع المقترح، نصت جزئيًا على ما يلي:
تعتقد الرابطة أن الوقت قد حان، بل لقد فات حقًا، لوضع صورة امرأة أمريكية بارزة على فئة من العملات الأمريكية. نحن نؤمن إيمانًا راسخًا بأن الصورة يجب أن تكون لامرأة حقيقة وليس صورة رمزية أو خيالية. ساهمت سوزان ب. أنتوني بشكل لا يقاس في النهوض بالكرامة الإنسانية في هذه الأمة. من المناسب والمناسب تمامًا تكريم ذكراها عن طريق هذا الإجراء.
بالإضافة إلى ذلك، أحصى المسؤولون الاقتراحات المتعلقة بموضوع عملة الدولار التي أرسلها الجمهور إلى دار السك، ووجدوا أن سوزان ب. أنتوني تلقت الدعم الأكبر.
بدأ غاسبارو العمل على تصميم سوزان ب. أنتوني في يونيو 1978، قبل أن يأذن الكونجرس بالتشريع. واستعان بمساعدة أحد الأصدقاء في إجراء بحث عن أنتوني، والذي شعر أنه ضروري قبل إنشاء التصميم. استند إلى ست صور مختلفة تقريبًا في أثناء إنشاء صورة أنتوني، لكنه اعتمد أساسًا على صورتين فقط. ابتكر غاسبارو العديد من التصميمات المختلفة قبل الحصول على الموافقة النهائية. عُرضت إحدى لوحاته، التي صورت أنتوني في سن 28، على ابنة أخت أنتوني، سوزان ب. أنتوني الثالثة، التي رفضتها لأنها «جمّلت» خالتها الكبرى دون داع، وانتقدت تصميمًا آخر صور أنتوني في 84 عامًا، لأنها اعتقدت أنه جعلها تبدو أكبر من اللازم. أجرى غاسبارو العديد من التعديلات بهدف تصويرها في سن الخمسين، في ذروة تأثيرها كمصلحة اجتماعية، ولكن لم توجد صور فوتوغرافية لأنتوني خلال تلك الفترة. حصل في النهاية على الموافقة بعد التعديل، وذكر لاحقًا اعتقاده أنه صور أنتوني بدقة.

### ثبت المراجع
- Bailey، Clement F. (سبتمبر 1974). "Ike's Dollar—The Successful Failure". COINage. إنسينو  [لغات أخرى]‏: Behn-Miller Publishers. ج. 10 ع. 11: 8–10, 94–100.{{استشهاد بدورية محكمة}}:  صيانة الاستشهاد: علامات ترقيم زائدة (link) صيانة الاستشهاد: مكان (link)
- Burdette، Roger W. (2005). Renaissance of American Coinage, 1916–1921. Great Falls, VA: Seneca Mill Press. ISBN:978-0-9768986-0-3.
- Carter، Jimmy (1979). Public Papers of the Presidents of the United States. Washington, D.C.: مكتب النشر لحكومة الولايات المتحدة. ج. Administration of Jimmy Carter. ISBN:0-16-058934-7. مؤرشف من الأصل في 2023-11-30.
- Caskey، John P.؛ St. Laurent، Simon (أغسطس 1994). "The Susan B. Anthony Dollar and the Theory of Coin/Note Substitutions". Journal of Money, Credit and Banking. كولومبوس (أوهايو): The Ohio State University Press  [لغات أخرى]‏. ج. 26 ع. 3: 495–510. DOI:10.2307/2078014. JSTOR:2078014.{{استشهاد بدورية محكمة}}:  صيانة الاستشهاد: علامات ترقيم زائدة (link)(الاشتراك مطلوب)
- Ganz، David L. (أكتوبر 1976). "Our New Small-Size Dollar Coins". COINage. Encino, California: Behn-Miller Publishers. ج. 12 ع. 10: 54–58, 114–115.
- Ganz، David L. (1977). "Toward a Revision of the Minting and Coinage Laws of the United States". Cleveland State Law Review. جامعة ولاية كليفلاند. ج. 26: 175–257. مؤرشف من الأصل في 2023-11-08.
- Ganz، David L. (أكتوبر 1979). "The Selling of a Coin". COINage. Encino, California: Behn-Miller Publishers. ج. 13 ع. 10: 44–46.
- Gilkes، Paul (2 يونيو 2008). "Die trials, experimentals, patterns test coin metals". Coin World. سيدني (أوهايو): Amos Press. ج. 49 ع. 2512: 82–84.
- Hackel، Stella B. (1979). Annual Report of the Director of the Mint (Report). Washington, D.C.: Government Printing Office.
- Julian، R.W. (1993). Bowers، Q. David (المحرر). Silver Dollars & Trade Dollars of the United States. Wolfeboro, New Hampshire: Bowers and Merena Galleries. ISBN:0-943161-48-7.
- Krause، Barry (يونيو 1999). "Anthony dollar gaining respect". Coins. لولا (ويسكونسن): منشورات كراوس  [لغات أخرى]‏. ج. 46 ع. 6: 64–65.{{استشهاد بدورية محكمة}}:  صيانة الاستشهاد: علامات ترقيم زائدة (link)
- Logan، Charles (يوليو 1979). "The Search for a Dollar". COINage. Encino, California: Behin-Miller Publishers. ج. 13 ع. 7: 40–46.
- Logan، Charles (أكتوبر 1979). "The Anthony—Who Goofed?". COINage. Encinco, California: Behn-Miller Publishers. ج. 13 ع. 10: 42, 101.
- Martin، Erik (7 يونيو 2010). "Anthony dollar hits wrong chord with collectors, public". Coin World. Sidney, Ohio: Amos Press. ج. 51 ع. 2617: 224–226.
- Reiter، Ed (فبراير 1979). "Gasparro's Greatest Challenge". Coins. Iola, Wisconsin: Krause Publications. ج. 26 ع. 2: 116–117.
- Reiter، Ed (أبريل 1979). "Judging the Anthony Dollar". COINage. Encino, California: Behn-Miller Publishers. ج. 13 ع. 4: 46–50.
- Reiter، Ed (11 أكتوبر 1981). "Numismatics; What Will Become of Those Anthony Dollars?". نيويورك تايمز. مؤرشف من الأصل في 2024-02-07.
- Roach، Steve (8 مارس 2010). "Wanted: new $1 coins (as long as they're not Anthony dollars)". Coin World. Sidney, Ohio: Amos Press. ج. 51 ع. 2604: 22–24.
- Schwager، David (أغسطس 2014). "The Anthony Dollar 'Orphan'". COINage. Dallas, Texas: Beckett Media. ج. 50 ع. 8: 60–61.
- Stevens، Larry؛ Ganz، David L. (فبراير 1979). "Minting the Anthony Dollar". COINage. Encino, California: Behn-Miller Publishers. ج. 13 ع. 2: 33–35, 104.
- Stevenson، I.K. (13 ديسمبر 1964). "Date on New Silver Dollar Uncertain". Sarasota Herald-Tribune. مؤرشف من الأصل في 2023-02-05.
- The San Bernardino County Sun (15 يوليو 1979). "Lewis—dump new dollar coin". The San Bernardino Sun. مؤرشف من الأصل في 2023-11-30.(الاشتراك مطلوب)
- United States Congress (23 يوليو 1965). "Public Law 89–81" (PDF) (PDF). مؤرشف من الأصل (PDF) في 2023-11-30. اطلع عليه بتاريخ 2015-03-04.
- United States Congress (31 ديسمبر 1970). "Public Law 91–607" (PDF) (PDF). مؤرشف من الأصل (PDF) في 2023-11-30. اطلع عليه بتاريخ 2015-03-04.
- United States Congress (10 أكتوبر 1978). "Public Law 95–447" (PDF) (PDF). مؤرشف من الأصل (PDF) في 2023-11-30. اطلع عليه بتاريخ 2015-03-04.
- United States Congress (1 ديسمبر 1997). "Public Law 105–124" (PDF) (PDF). مؤرشف من الأصل (PDF) في 2023-11-30. اطلع عليه بتاريخ 2015-03-07.
- United States Department of the Treasury (29 فبراير 1968). "The Joint Commission on the Coinage" (PDF) (PDF). مؤرشف من الأصل (PDF) في 2015-04-24. {{استشهاد ببيان صحفي}}: الوسيط |type= و|النوع= تكرر أكثر من مرة (مساعدة)
- United States House of Representatives (1969). The Coinage Act of 1969. Washington, D.C.: مكتب النشر لحكومة الولايات المتحدة.
- United States House of Representatives (1978). Proposed Smaller One-Dollar Coin. Washington, D.C.: Government Printing Office.
- United States House of Representatives (1970). H.R. 4783. Washington, D.C.: Government Printing Office.
- United States Mint (20 مايو 1999). "U.S. Mint to Strike 1999 Susan B. Anthony Dollar Coins" (Press release). مؤرشف من الأصل في 2014-08-10. اطلع عليه بتاريخ 2015-02-27.
- United States Senate (1978). The Susan B. Anthony Dollar Coin Act of 1978. Washington, D.C.: Government Printing Office.
- United States Senate (1978). Susan B. Anthony Dollar Coin Act of 1978. Washington, D.C.: Government Printing Office. مؤرشف من الأصل في 2023-12-04.
- Wolenik، Robert، المحرر (أغسطس 1979). "First Check-Up on the Anthony Dollar". COINage. Encino, California: Behn-Miller Publishers. ج. 13 ع. 9: 8.
- Woo، Elaine (3 أكتوبر 2001). "Frank Gasparro, 92; Chief Engraver at U.S. Mint". لوس أنجلوس تايمز. مؤرشف من الأصل في 2023-11-30.
- Yeoman، R.S. (2008). Kenneth Bressett (المحرر). A Guide Book of United States Coins (ط. 62nd). Atlanta, Georgia: Whitman Publishing. ISBN:978-079482491-4.

## روابط خارجية
- Art of Frank Gasparro: 10th United States Mint Chief Engraver—مؤسسة سميثسونيان
- Susan B. Anthony Dollar

| سبقه دولار أيزنهاور | دولار أمريكي معدني 1979–1981, 1999 | تبعه دولار ساكاجاويا |